# Octave de Pâques
L'octave de Pâques désigne, dans le calendrier liturgique latin, les huit jours qui suivent la fête pascale, du dimanche de Pâques au dimanche de la Quasimodo, ou dimanche in albis, qui est devenu en l'an 2000 le dimanche de la divine Miséricorde. D'autres fêtes religieuses de la religion catholique sont aussi suivies d'une octave, destinée à les solenniser.

## Description
Actuellement, selon le calendrier liturgique romain, seules les solennités de Pâques et de Noël sont suivies d'une octave. Dans le calendrier romain tridentin, la solennité de la Pentecôte est également suivie d'une octave, comprenant les Quatre-Temps de l'été.
Pendant cette octave, la messe est célébrée tous les jours avec les prières du jour de Pâques. La répétition des mêmes prières et des mêmes chants sert à rappeler que la résurrection se prolonge par-delà la fête pascale. Les cloches des églises peuvent sonner à 18 h durant ces 8 jours.
Tirant son origine de l’Ancien Testament avec la fête Souccot[citation nécessaire], elle fut introduite par l'empereur Constantin[citation nécessaire] dans la liturgie catholique.
Égérie a décrit dans son Voyage comment elle était vécue au IVe siècle à Jérusalem : « (…) pendant l’Octave, toute cette pompe et cette décoration se déploient dans tous les lieux saints. (…) Pendant toute cette octave, tous les jours, c’est la même décoration et la même pompe (…) Les moines de l’endroit, au complet, continuent à veiller jusqu’au jour en disant des hymnes et des antiennes. (…) À cause de la solennité et de la pompe de ces jours, des foules innombrables se rassemblent de partout, non seulement des moines, mais aussi des laïcs, hommes et femmes. »

## Dans le rite byzantin
Toute la semaine, appelée Semaine Lumineuse, les portes du sanctuaires restent ouvertes (voire ôtées de leurs gonds) dans les églises. On ne lit rien dans les offices, tout est chanté, et l'intégralité des offices est calquée sur le déroulement des offices du dimanche de Pâques.